# Никулеску, Клаудиу
Клаудиу Юлиан Никулеску (рум. Claudiu Iulian Niculescu род. 23 июня 1976, Слатина) — румынский футболист и футбольный тренер. Выступал за сборную Румынии.

## Карьера
Клаудиу Никулеску сыграл 8 матчей на международном уровне за сборную Румынии, дебютировав, когда тренер Ласло Бёлёни выпустил его на поле вместо Мариуса Никулае на 81-й минуте товарищеского матча, который закончился победой 2:1 над сборной Югославии. Он также сыграл два матча в отборочном турнире чемпионата мира 2006 года и один матч в отборочном турнире Евро-2008.
Его первый опыт работы в качестве тренера состоялся в ноябре 2010 года в течение двух матчей в «Университатя Клуж», где он одновременно был действующим игроком. Его второй опыт работы в качестве тренера начался в марте 2012 года, также в «Университатя Клуж», где он одновременно был действующим игроком. В 15 играх под его руководством клуб выиграл четыре матча, шесть раз сыграл вничью и пять раз проиграл. Никулеску подал в отставку после первой игры сезона 2012/13.